# Louise Sarazin
Louise Sarazin, Louise Sarazin-Levassor, née Louise Cayrol le 6 novembre 1847 à Foix et décédée le 16 octobre 1916 à Paris, a joué un rôle crucial dans les débuts de l'automobile en France et en Allemagne.

## Biographie

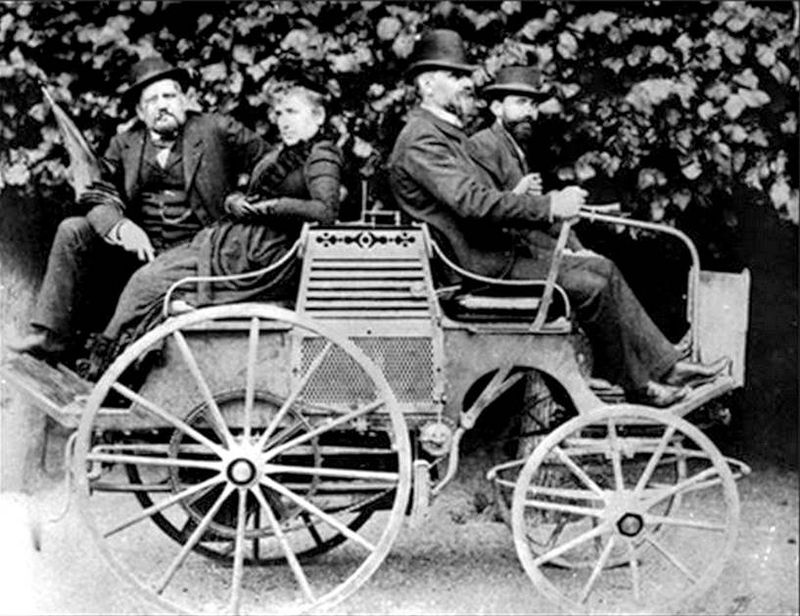
Louise Sarazin (gauche) avec René Panhard, Émile Levassor et Émile Mayade (1891).

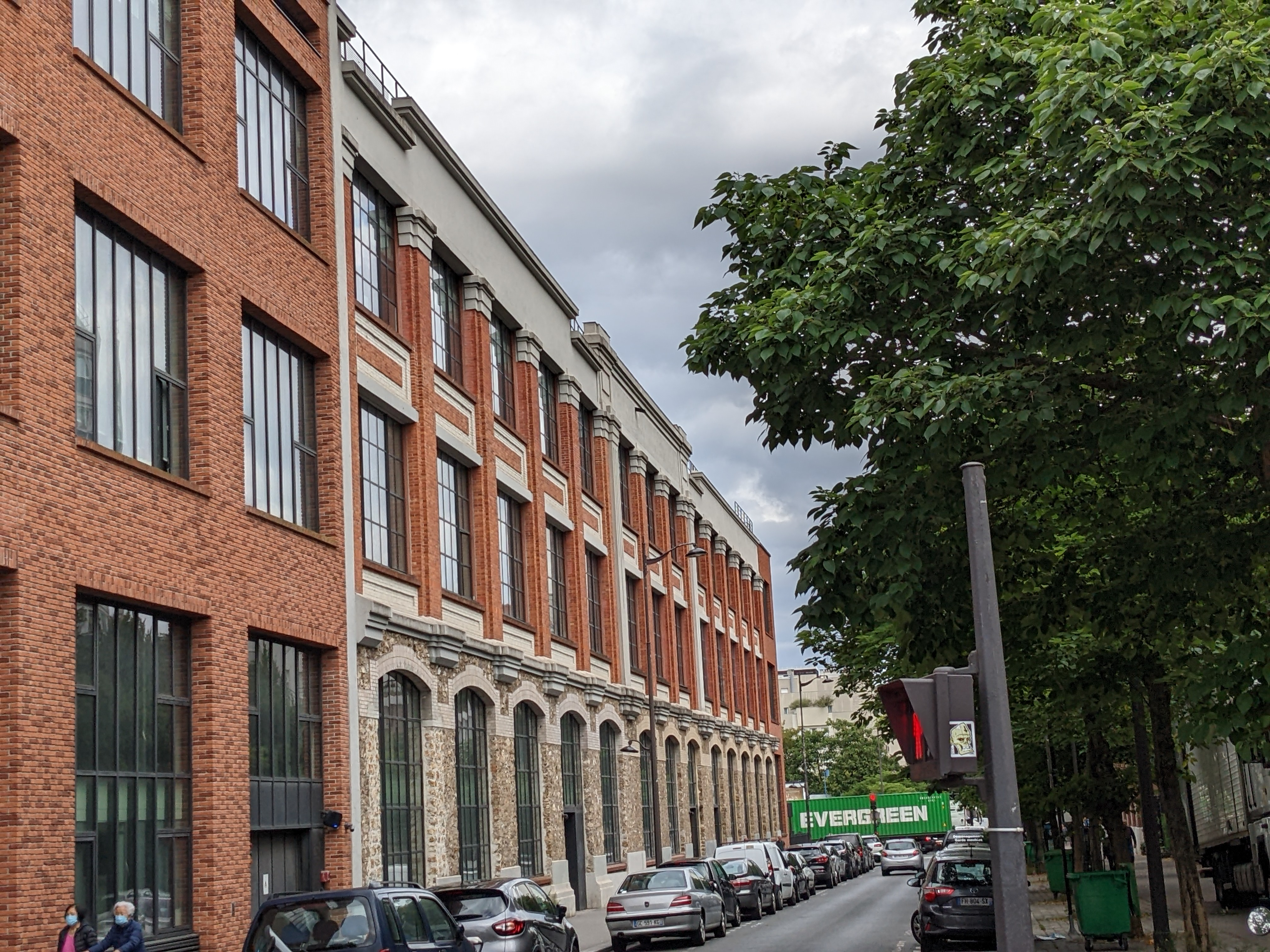
Anciennes usines Panhard à Paris.

Louise Cayrol est née à Foix, en Ariège, le 6 novembre 1847. Elle se marie en 1870 avec Édouard Sarazin, industriel et avocat belge spécialisé dans les brevets concernant les moteurs et notamment ceux pour l'industrie de l'automobile naissante. En 1884, Édouard Sarazin acquiert la licence de construction de moteurs Deutz en France, qu'il confie à Perin, Panhard & Cie à Paris. En 1886, Édouard Sarazin entame des pourparlers avec Gottlieb Daimler pour la commercialisation en France des moteurs conçus par celui-ci. Mais les négociations sont remises en cause au décès d'Édouard Sarazin en décembre 1887.
En 1888, Louise Sarazin reprend les négociations et signe un accord le 5 février 1889 qui lui octroie "la concession et le droit exclusif d'exploitation" des brevets de Gottlieb Daimler pour la France. Dans cet accord, Daimler reçoit 12% du prix de vente de tous les moteurs produits en France et Louise Sarazin reçoit 20% de Panhard & Levassor ,.
La première voiture de marque Panhard & Levassor, équipée par un moteur sous licence Daimler circule en juillet 1890 dans les locaux de l'usine située 16 avenue d’Ivry, à Paris, et les premiers exemplaires sont commercialisés en 1891.
Le 4 mai 1890, Louise Cayrol Sarazin épouse Émile Levassor, ingénieur et cofondateur de la société Panhard & Levassor.
En 1894 a lieu la première course automobile de l'histoire. Sur les 22 participants, 9 des automobiles qui finissent la course sont des voitures Panhard & Levassor équipés de moteurs Daimler.
Lors de la première course automobile Paris Marseille, Émile Levassor a un accident et meurt quelques mois après. Devenue veuve, Louise Sarazin reste au conseil d'administration de P&L et son fils Auguste-Henri Sarazin lui succédera à ce même poste.
Elle est la grand-mère paternelle de l'auteur Lydie Sarazin-Levassor (1902-1988), éphémère épouse de Marcel Duchamp.